# 4407 Taihaku
4407 Taihaku је астероид главног астероидног појаса чија средња удаљеност од Сунца износи 2,712 астрономских јединица (АЈ).
Апсолутна магнитуда астероида је 12,0.